# Huertahernando
Huertahernando bezeichnet einen Ort und eine Gemeinde (municipio) mit 58 Einwohnern (Stand: 2024) im Zentrum der Provinz Guadalajara in der Autonomen Gemeinschaft Kastilien-La Mancha in Zentralspanien.

## Lage
Huertahernando liegt im Iberischen Gebirge im Osten der Provinz Guadalajara in einer Höhe von 1155 m. Die Entfernung zur westsüdwestlich gelegenen Provinzhauptstadt Guadalajara beträgt ca. 70 Kilometer (Fahrtstrecke).

## Bevölkerungsentwicklung
| Jahr      | 1960 | 1970 | 1981 | 1991 | 2001 | 2011 | 2021 |
| Einwohner | 359  | 159  | 70   | 87   | 73   | 61   | 56   |

## Sehenswürdigkeiten
- Kirche der Unbefleckten Empfängnis

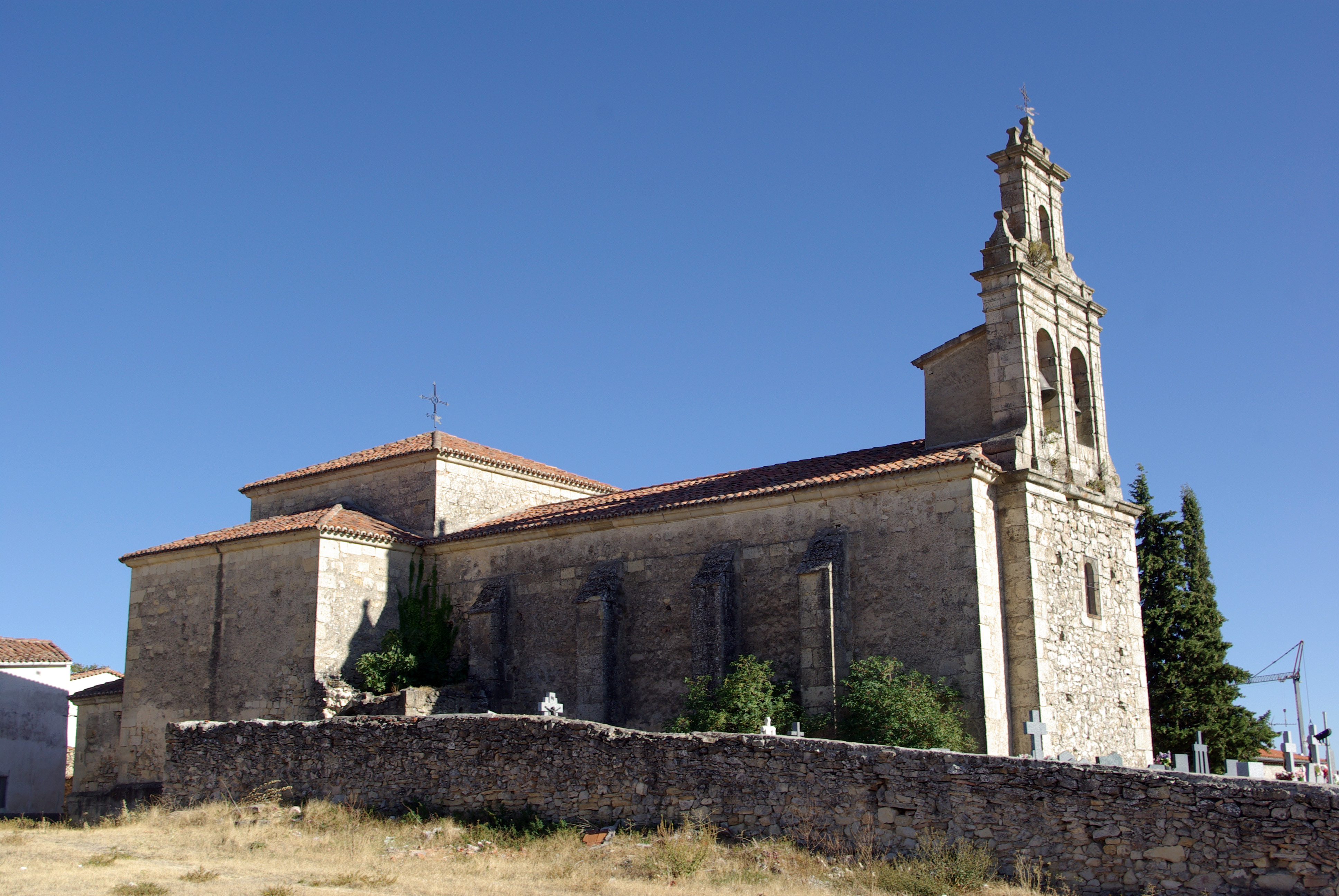
Kirvhe der Unbefleckten Empfängnis
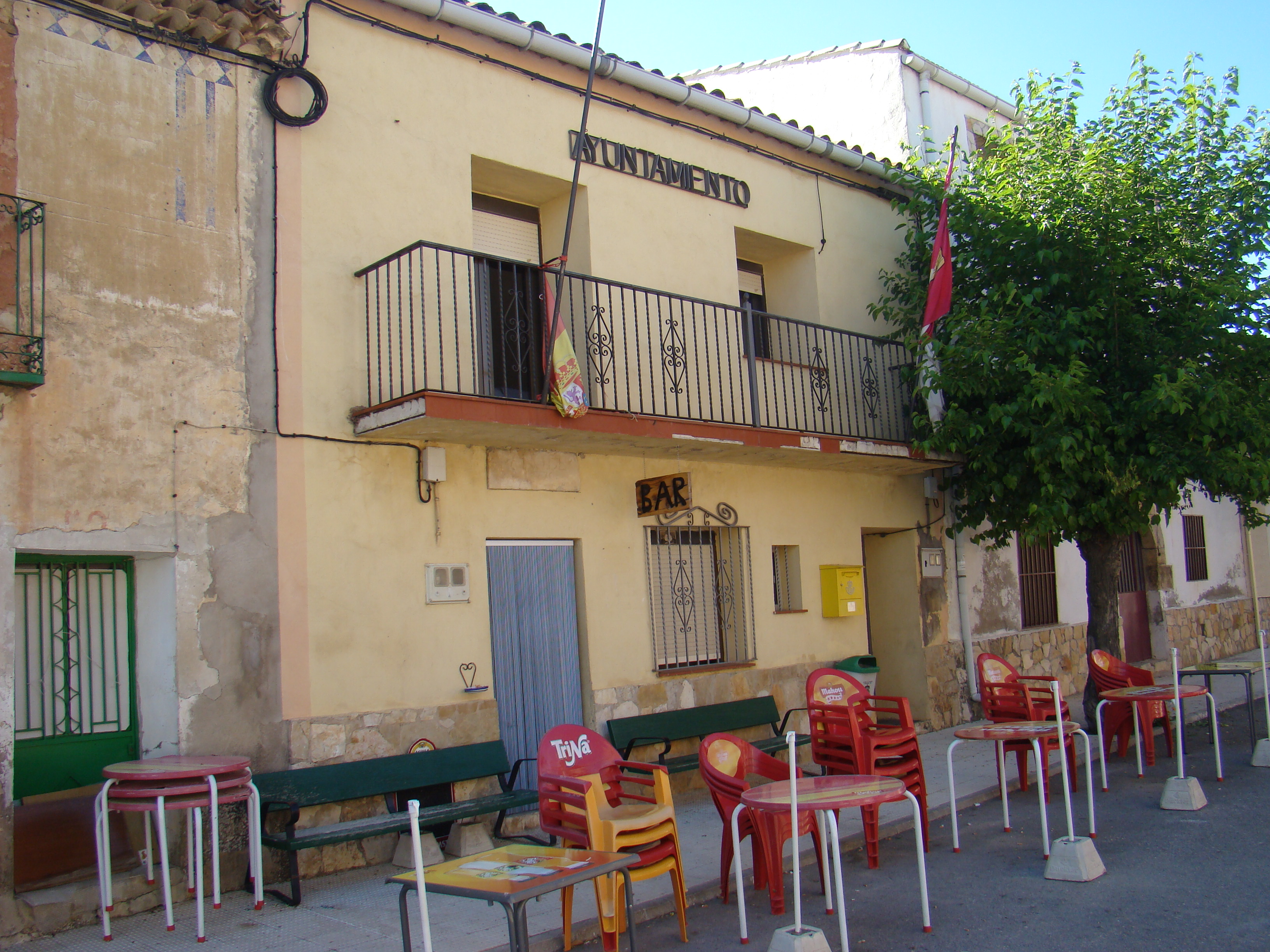
Rathaus

## Persönlichkeiten
- Francisco Isidoro Gutiérrez Vigil (1730–1805), Bischof von Astorga